# Rio Cuité
Rio Cuité är ett vattendrag i Brasilien.   Det ligger i delstaten Minas Gerais, i den sydöstra delen av landet, 800 km sydost om huvudstaden Brasília.
Omgivningarna runt Rio Cuité är huvudsakligen savann. Runt Rio Cuité är det glesbefolkat, med 15 invånare per kvadratkilometer.